# Radu (arma)
Radu fou, segons Ion Mihai Pacepa, una arma radiològica utilitzada per la Securitate contra els dissidents i crítics del règim de Nicolae Ceaușescu. "Radu" és un nom romanès i en aquest context és una referència a la paraula "radiació". La suposada arma estava pensada per provocar un càncer que provocaria la mort uns mesos després de l'exposició.
Segons Pacepa, aquesta arma va ser creada pel "Servei K" de la Securitate durant la primavera de 1970, utilitzant materials radioactius que va rebre del KGB. El "Servei K" romanès, fou fundat a la dècada de 1950 seguint el model del KGB, s'encarregava del treball brut contra els presos que consideraven perillosos per al règim. Això incloïa controlar-los amb micròfons i intentar induir-los a que fessin declaracions incriminatòries. El mateix Pacepa va afirmar que el servei també s'encarregava de matar aquests reclusos i fer´ho passar com a un suïcidi o una mort natural.
L'historiador Mihai Pelin va afirmar en el llibre Melița și Eterul a Radio Liberty que no havia evidències d'aquesta arma, però altres, com els periodista de Radio Liberty, Nestor Ratesh, argumenten que Pelin també va afirmar que la Securitate no va estar involucrada en l'atemptat a l'emisora de ràdio del 1981, una posició que suposadament va ser contradita pel president romanès Ion Iliescu.